# 石神千空
石神千空（Ishigami Senkū）是稻垣理一郎和Boichi創作的漫畫《Dr.STONE 新石紀》的主角，他遇到事情都很冷靜。在故事開始時，包括千空在內的所有地球人都被神秘光線照射並因此石化，千空在3700年後甦醒，雖然他沒有獨特的超能力，但具有優異的科學知識，並試圖在人類文明盡數衰退的世界裏，以科學知識重建文明，並探究神秘光線的源頭。
千空的角色原型是稻垣理一郎先前作品《光速蒙面俠21》中的反派角色金剛阿含，稻垣希望以更正面的方式描寫這樣的角色。在該漫畫的改編動畫中，千空由小林裕介配音，而英語版由亞倫·迪斯穆克獻聲。評論家對千空的評論都很正面，而千空在角色投票中的名次也名列前茅。

## 設計

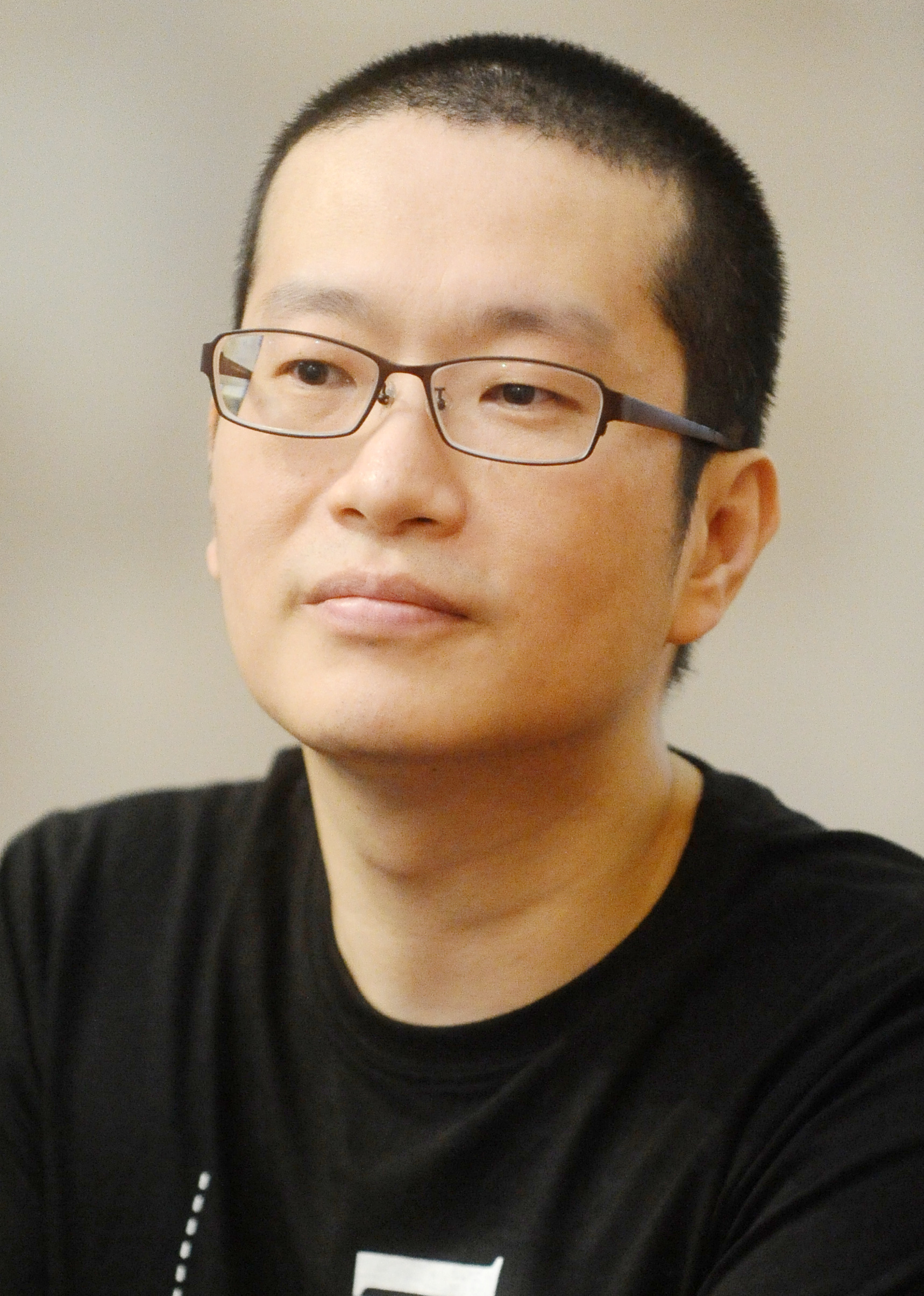
負責《Dr.STONE 新石紀》作畫的Boichi。

稻垣理一郎把千空設計成幻想作品中罕見的、類似超級英雄的角色，因為千空沒有任何超自然的能力。稻垣認為，對普通人而言，完成某件事的方式是持續努力並朝著目標前進，他表示自己想知道「要如何以很酷的方式來描寫朝著目標努力不懈的平凡人？」而思考後的成果，就是將千空設計成在被石化的數千年之間不斷計算時間流逝的人。為了進一步將千空設計成漫畫中獨一無二的角色，稻垣會以「非千空」的角度來創作其它角色，並藉此探討角色之間建立的關係。
千空原本的名字設定為「學」，但稻垣認為這名字顯得「太用功了」，所以改成「千空」，意思是一千個天空。稻垣表示千空不會展現出不切實際的能力，因為那和故事設定的現實背景相互矛盾。
稻垣自稱使用一種他稱之為「演出」的方式在創作角色，他認為每位作家在一生中可以創作出的「好角色」數量有限，因此他經常在作品裡重複使用特定設定類型的角色。以千空的情況而言，他的設定和《光速蒙面俠21》的反派角色金剛阿含類似。稻垣表示自己喜歡阿含和千空體現出的那種簡練和正經，因為阿含僅體現出這種角色的負面特質，所以《Dr.STONE 新石紀》便從另一面著手。此外，由於《Dr.STONE 新石紀》是科幻漫畫，稻垣必須經常蒐集資料或親身實驗，以便盡可能讓內容貼近現實。為了讓千空看起來很酷，他會要求Boichi在故事進展到千空製作出如水力發電廠的重大發明時，以跨頁和具震撼力的姿勢呈現。稻垣希望讀者在閱讀作品時能了解千空的能力，以及他利用自己對過去的了解嘗試創造美好未來的企圖心。
為千空配音的小林裕介表示直到開始錄音時，自己才確定角色姓名的語調。除了千空之外，小林還為該作品的吉祥物機械千空配音。英語版配音員亞倫·迪斯穆克在配音前觀看了原版的動畫，試圖揣摩角色並認為很有挑戰性。他表示千空有展示作品的傾向，甚至連烹飪也是如此，使得這個角色幾乎充斥在自己的生活中。

## 劇中表現
千空是位在多種科學領域都表現出色的神童，並尤衷天文學和太空探索。在故事開始時，包括千空在內，所有地球上的人類都被神秘光線照到並被石化。千空在3700年後甦醒，並透過科學知識重現失傳的科技，試圖在這個「石之世界」中重建文明，同時研究解除石化的方法和探索神秘光線的源頭。千空和摯友大樹救出兩人的青梅竹馬小川杠，並和復活後的獅子王司為敵，因為司企圖殺死被石化的成年人，藉此創造沒有腐敗成人的世界。這和千空試圖拯救全人類的理念相衝突，於是千空被迫交出解除石化的秘方，並以假死避開司的追殺。之後千空和大樹、杠分道揚鑣，來到石神村並成為他們的村長。透過石神村傳承3700年的傳說，他得知自己的養父石神百夜是石神村的創立者，也是石化光線的倖存者之一。之後石神村與司的部隊開戰，並以拯救司的妹妹作為條件，要求司停戰。負傷的司在冷凍艙休眠，讓千空得以將司的部隊納入旗下的科學王國。之後千空和同伴們打造帆船出海探索，取得了石化裝置，但也偵測到不明的訊號。千空推斷發訊源位於月球，便開始著手製造登月火箭，他率領眾人四處籌措物資，並在美國與自己的恩師賽諾和狙擊手史丹利起衝突，在多次交戰後，千空一行人前往南美洲並查出石化光線的源頭，並在儲備資源後做出了電腦和網際網路。世界各地的科學家合力打造出登月火箭，將千空和他的同伴送上月球，查出不明訊號的源頭並得知石化的起因。數年之後，人類文明逐漸復興，而千空也試圖打造時光機，打算回到過去阻止石化光線，拯救七十億人。

## 評價

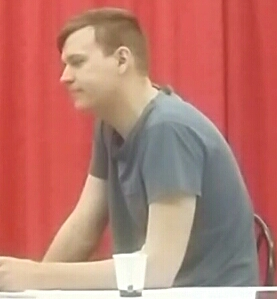
千空的英語版配音員亞倫·迪斯穆克。

千空獲得的評價一直都很正面，在網路媒體Gadget通信列出的2019年「動畫流行語大獎」中，千空的口頭禪「真是令人興奮啊」名列第三。2020年，千空在第4屆Crunchyroll動畫獎中被選為「最佳主角」。他在2019年舉辦的《Dr.STONE 新石紀》角色人氣投票中都獲得第一名。美國御宅族將千空評為最聰明的動畫角色之一。而在另一項由Crunchyroll舉行的票選中，千空被選為該作品裡最受歡迎的角色。。在動畫第二季開播後，他再次被Crunchyroll動畫獎提名為最佳男性角色。
千空獲得的評價多屬正面。Spin Maker的評論認為千空是個討喜的角色，因為他「就像和吉米·牛頓的混合體，而且角色性格明確、不會言行不一。而Manga.Tokyo的評論則稱千空像是德克斯特和岡部倫太郎的混合體，並認為他雖然表現得像個瘋狂科學家，但觀眾很容易注意到他是個關心別人的人。Anime UK News的評論對作品表示讚許，但千空的髮型荒謬地可以媲美武藤遊戲。漫畫書資源網的評論認為千空的角色設計是平衡的，儘管他很聰明，但體能卻差到會被用來作為漫畫的笑點，漫畫書資源網還為了千空撰寫一篇專題文章，稱他的「內心深處是個少年漫畫的英雄，而非維多·法蘭克斯坦那般的科學家」，並認為他的十六型人格是ISTJ。
評論家還描述了千空與其它角色的關係，其中最主要的是他所率領的石神村和該作品前期的反派角色獅子王司之間的對抗。Manga.Tokyo的評論認為，千空和大樹的互動類似於《兩隻老鼠打天下》的兩位主角，互動十分無趣。Anime UK News的評論也提及千空為了和司的部隊作戰而提升石神村的武力。Otaquest和IGN的評論對千空的行為表示讚許，因為他影響了對當代科學一無所知的阿鉻。千空和司的對抗是該作品的主題之一，千空代表科學，而司象徵力量。Medium認為儘管戰爭最後的轉折具爭議性，但這是第二季動畫在改編上最重要的部分。動畫新聞網評論指出，從單行本第一集開始，作者就讓千空和司相互對立，並強調即使司破壞的是人的石像，千空依然將他視為殺人兇手。Comic Book Bin讚許了單行本第九集裡描寫的決戰，並認為這是漫畫中最好的環節。
為千空配音的小林裕介和亞倫·迪斯穆克都獲得媒體的好評。在AnimeAnime的一篇文章中，千空被選為小林裕介配音的角色之中第二佳的角色，僅次於《Re:從零開始的異世界生活》的男主角菜月昴。